# Cahiers du monde russe
Les Cahiers du monde russe sont une revue trilingue (français, russe et anglais) consacrée à l’histoire du monde russe. Elle couvre l’histoire politique, sociale, économique et culturelle (en particulier littéraire) de l’empire de Russie des origines à 1917, de l’Union soviétique et des différents États qui en sont issus.

## Présentation
Les Cahiers du monde russe sont une revue trimestrielle, publiée par les Éditions de l’EHESS avec le concours du Centre national de la recherche scientifique et du Centre national du livre.
De 1959 à 1993 inclus, la revue s’intitule Cahiers du monde russe et soviétique. À partir de 1994 (volume 25), elle devient Cahiers du monde russe. Russie, Empire russe, Union soviétique, États indépendants.
Les articles et comptes rendus sont publiés en français, russe ou anglais. La revue bénéficie d’un réseau actif de correspondants en France et à l’étranger. Chaque année, le dernier numéro consacre une large part à l’examen de la production scientifique internationale.
Depuis 2003, les Cahiers du monde russe sont accessibles sur le portail OpenEdition Journals (la revue est propulsée par le  CMS libre Lodel). Tous les sommaires de la revue sont en ligne depuis le numéro 1 (1959). De 1973 à 1998, les sommaires sont enrichis des résumés de chaque contribution. À partir de 1999, le texte intégral des articles, accompagné d’un fac-similé au format PDF, est publié en respectant une barrière mobile de trois années.
Les Cahiers du monde russe sont en ligne en texte intégral et en libre accès sur Persée  depuis le numéro 1 (1959) jusqu'au numéro 40-4 (1999).

## Politique éditoriale
Les études fondées sur les archives soviétiques accessibles depuis 1992 sont privilégiées. Une place importante est notamment consacrée à l’étude des pratiques de pouvoir au cours de la période soviétique. 
La revue s'attache particulièrement à l’étude de l’Empire et de l’URSS dans leurs composantes nationales, religieuses et culturelles. Près d’un tiers des articles est en effet consacré à des aires particulières de l’ex-URSS : Caucase, Asie centrale, Tatarstan et Crimée.